# Rio Gilorţelul Mic
O Rio Gilorţelul Mic é um rio da Romênia, afluente do Gilorţel, localizado no distrito de Gorj.